# Lophoterges millierei
Lophoterges millierei là một loài bướm đêm trong họ Noctuidae.